# 羅林德莫拉
羅林德莫拉（葡萄牙語：Rolim de Moura），是巴西的城鎮，位於該國西北部，由朗多尼亞州負責管轄，始建於1983年8月5日，面積1,458平方公里，海拔高度261米，2014年人口55,807，人口密度每平方公里38人。
11°43′32″S 61°46′41″W / 11.72556°S 61.77806°W